# Aubin (Aveyron)
Pour les articles homonymes, voir Aubin.
Aubin est une commune française située dans le département de l'Aveyron, en région Occitanie, entre Decazeville et Firmi.
Le patrimoine architectural de la commune comprend cinq immeubles protégés au titre des monuments historiques : l'église Saint-Blaise, classée en 1942, l'école Jules-Ferry du Gua, inscrite en 2002, l'église Notre-Dame, inscrite en 2003, l'église Notre-Dame-des-Mines, inscrite en 2001, et les cheminées d'usine, inscrites en 2001.

## Géographie

Représentations cartographiques de la commune
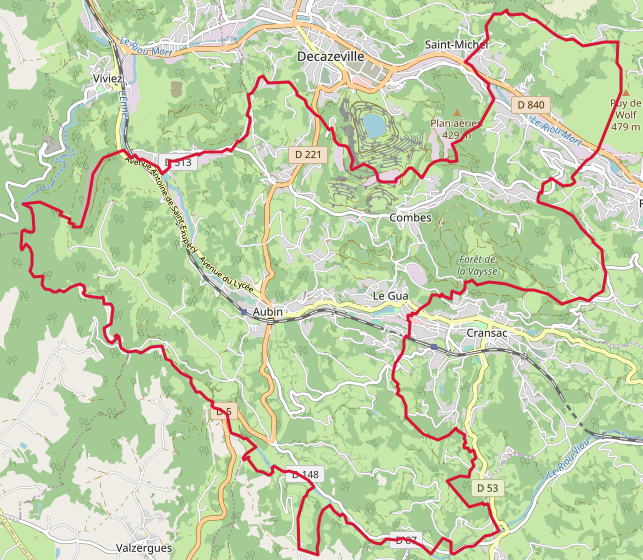
Carte OpenStreetMap.
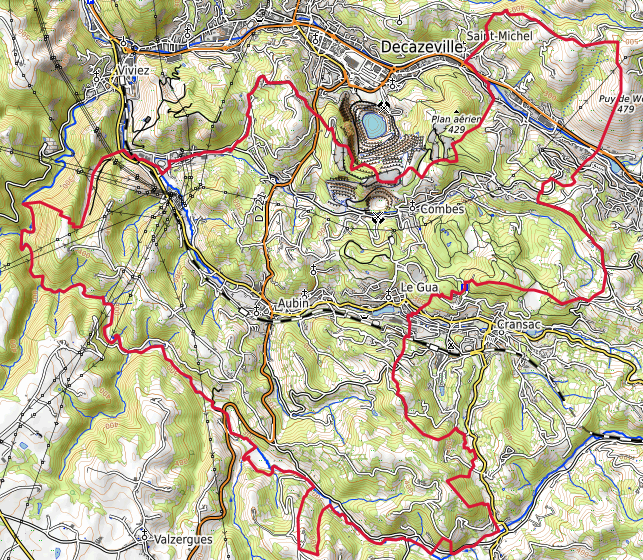
Carte topographique.
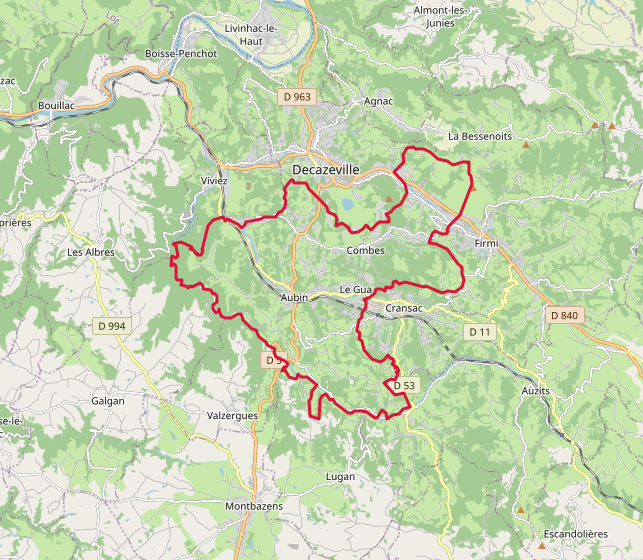
Carte avec les communes environnantes.

### Localisation
Les communes limitrophes sont Les Albres, Auzits, Cransac-les-Thermes, Decazeville, Firmi, Galgan, Lugan, Valzergues et Viviez.

### Hydrographie
Le Ruisseau de Vayssade, le Ruisseau du Banel et le Ruisseau du Saltz sont les principaux cours d'eau de la commune.

### Climat
Pour des articles plus généraux, voir Climat de l'Occitanie et Climat de l'Aveyron.
En 2010, le climat de la commune est de type climat océanique altéré, selon une étude s'appuyant sur une série de données couvrant la période 1971-2000. En 2020, Météo-France publie une typologie des climats de la France métropolitaine dans laquelle la commune est exposée à un climat de montagne et est dans la région climatique Ouest et nord-ouest du Massif Central, caractérisée par une pluviométrie annuelle de 900 à 1 500 mm, maximale en automne et en hiver.
Pour la période 1971-2000, la température annuelle moyenne est de 12,6 °C, avec une amplitude thermique annuelle de 16 °C. Le cumul annuel moyen de précipitations est de 1 008 mm, avec 11 jours de précipitations en janvier et 6,7 jours en juillet. Pour la période 1991-2020, la température moyenne annuelle observée sur la station météorologique la plus proche, située sur la commune de Saint-Constant-Fournoulès à 17 km à vol d'oiseau, est de 12,7 °C et le cumul annuel moyen de précipitations est de 1 058,4 mm,. Pour l'avenir, les paramètres climatiques de la commune estimés pour 2050 selon différents scénarios d'émission de gaz à effet de serre sont consultables sur un site dédié publié par Météo-France en novembre 2022.

## Urbanisme

### Typologie
Au 1er janvier 2024, Aubin est catégorisée commune rurale à habitat dispersé, selon la nouvelle grille communale de densité à 7 niveaux définie par l'Insee en 2022.
Elle appartient à l'unité urbaine de Decazeville, une agglomération intra-départementale dont elle est ville-centre,. Par ailleurs la commune fait partie de l'aire d'attraction de Decazeville, dont elle est une commune de la couronne,. Cette aire, qui regroupe 12 communes, est catégorisée dans les aires de moins de 50 000 habitants,.

### Logement
En 2020, le nombre total de logements dans la commune était de 2 458, alors qu'il était de 2 545 en 2014 et de 2 562 en 2009.
Parmi ces logements, 72,4 % étaient des résidences principales, 5,5 % des résidences secondaires et 22,1 % des logements vacants. Ces logements étaient pour 78,4 % d'entre eux des maisons individuelles et pour 21,3 % des appartements.
Le tableau ci-dessous présente la typologie des logements à Aubin en 2020 en comparaison avec celles de l'Aveyron et de la France entière. Une caractéristique marquante du parc de logements est ainsi une proportion de résidences secondaires et logements occasionnels (5,5 %) inférieure à celle du département (17,3 %) et à celle de la France entière (9,7 %). Concernant le statut d'occupation des résidences principales, 76,7 % des habitants de la commune sont propriétaires de leur logement (76,9 % en 2014), contre 69,4 % pour l'Aveyron et 57,5 pour la France entière.
| Typologie                                               | Aubin | Aveyron | France entière |
| ------------------------------------------------------- | ----- | ------- | -------------- |
| Résidences principales (en %)                           | 72,4  | 71,8    | 82,1           |
| Résidences secondaires et logements occasionnels (en %) | 5,5   | 17,3    | 9,7            |
| Logements vacants (en %)                                | 22,1  | 10,9    | 8,2            |

## Toponymie
Issu du latin Albinus, lui-même dérivé de albus (blanc).

## Histoire

### Antiquité
Lucien Mazars, auteur de nombreux ouvrages d'histoire locale écrit dans Aubin ; son histoire, des origines à la Révolution de 1789 : « la tradition [veut] qu'Aubin, qui porta le nom d'Albin jusqu'à la fin du XVIIIe siècle, ait été fondée par le général romain Declus Clodius Albinus, ou en son honneur ». Or, le général Albinus n'a pas exercé de fonctions de légat en Gaule mais en Bretagne (actuelle Grande-Bretagne). Son contrôle de la Gaule a vraisemblablement été trop bref pour pouvoir fonder une ville.

### Moyen Âge
Le fort d'Aubin servit d'abord de forteresse puis fut occupé au Moyen Âge par les seigneurs du Rouergue.

### Époque contemporaine

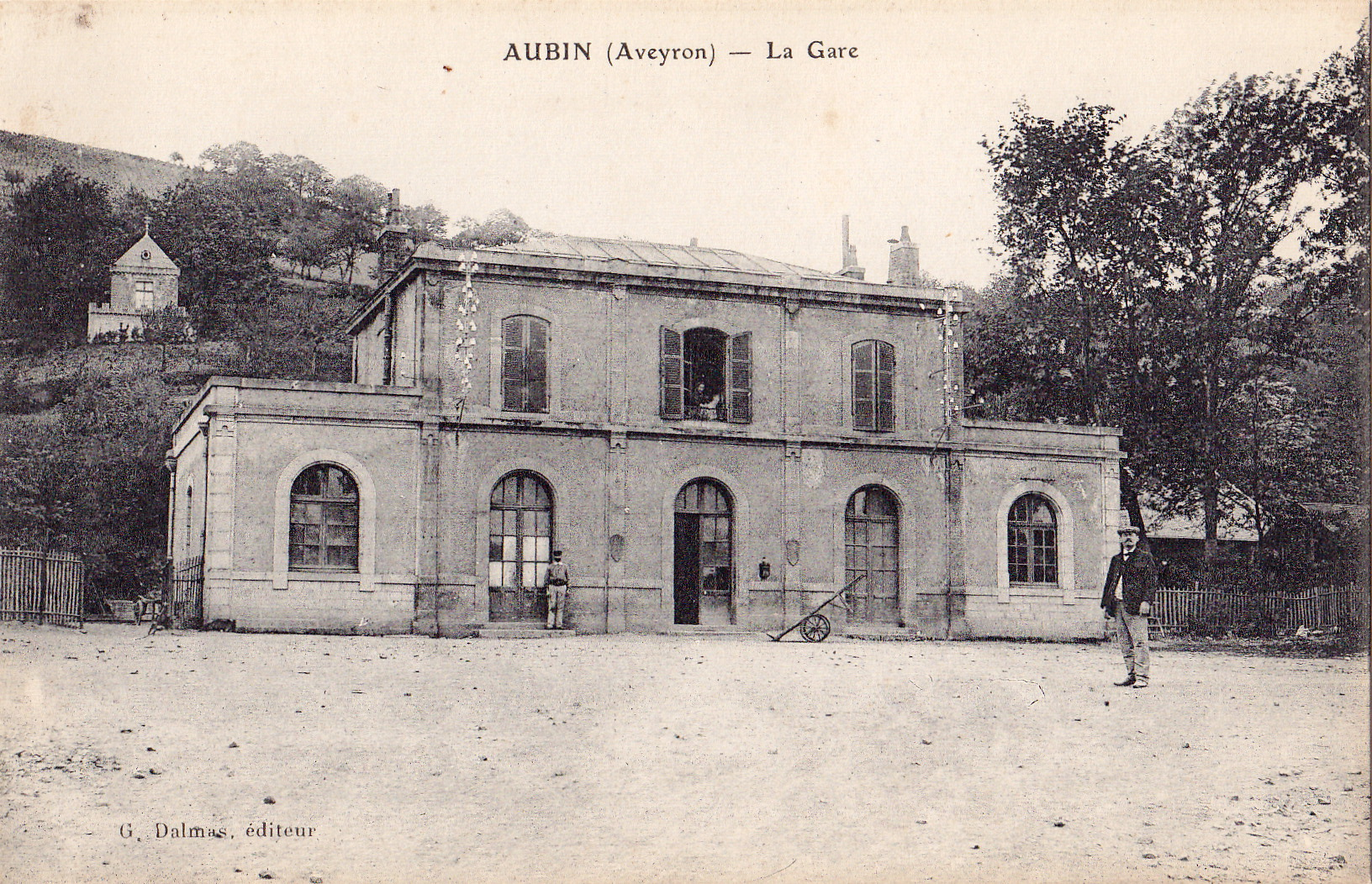
La gare d'Aubin, dans les années 1900.

La commune fut chef-lieu du district d'Aubin de 1790 à 1800.
Le 7 octobre 1869, 1 500 ouvriers en grève enlèvent Tissot, ingénieur principal, ses vêtements sont déchirés, et les ouvriers menacent d'aller le noyer. Il est sauvé par une troupe de 70 gendarmes menés par le préfet, qui est blessé à la jambe, et par le substitut du procureur, blessé plus légèrement. La troupe tire sur une manifestation de mineurs faisant 14 morts et 22 blessés, dont trois ne survivent pas,. Il s'agit de la 2e grève du Second Empire, après celle du 16 juin 1869 à La Ricamarie(la Fusillade du Brûlé). Cette tragédie inspira L’Ode à la Misère à Victor Hugo.
Depuis 1858, la commune est dotée de la gare d'Aubin sur la ligne de Capdenac à Rodez.
La conclusion du pacte germano-soviétique fin août 1939 et le déclenchement de la Seconde Guerre mondiale suscitent une chasse aux communistes, à la fois dans l’espace politique (le parti est interdit, les maires suspendus) et dans l’espace symbolique : Albert Sarraut, ministre de l’Intérieur, envoie une circulaire aux préfets leur enjoignant de mener la chasse aux noms de rues évoquant le communisme, ce qui est un tournant, car le gouvernement n’intervient pas dans ce domaine qui relève traditionnellement du pouvoir des communes. C’est ainsi qu'à Aubin, la rue Sacco-et-Vanzetti est débaptisées.

## Politique et administration

### Rattachements administratifs et électoraux

#### Rattachements administratifs
La commune se trouve dans l'arrondissement de Villefranche-de-Rouergue du département de l'Aveyron.
Elle était depuis 1793 le chef-lieu du canton d'Aubin. Dans le cadre du redécoupage cantonal de 2014 en France, cette circonscription administrative territoriale a disparu, et le canton n'est plus qu'une circonscription électorale.

#### Rattachements électoraux
Pour les élections départementales, la commune est  depuis 2014 le bureau centralisateur du canton d'Enne et Alzou.
Pour l'élection des députés, elle fait partie de la deuxième circonscription de l'Aveyron.

### Intercommunalité
Aubin était membre de la communauté de communes du Bassin de Decazeville Aubin, un établissement public de coopération intercommunale (EPCI) à fiscalité propre créé fin 1998 et auquel la commune avait transféré un certain nombre de ses compétences, dans les conditions déterminées par le code général des collectivités territoriales.
Dans le cadre des dispositions de la loi portant nouvelle organisation territoriale de la République du 7 août 2015, qui prévoit que les établissements publics de coopération intercommunale (EPCI) à fiscalité propre doivent avoir un minimum de 15 000 habitants, cette intercommunalité a fusionné avec sa voisine pour former, le 1er janvier 2017, la communauté de communes Decazeville Communauté dont est désormais membre la commune.

### Tendances politiques et résultats
Lors du second tour des élections municipales de 2014 dans l'Aveyron, la liste PS-PCF-EELV menée par le maire sortant André Martinez obtient la majorité des suffrages exprimés, avec 1 036 voix (49,05 %, 21 conseillers municipaux élus dont 6 communautaires), devançant largement les listes menées respectivement par : 

- Francis Mazars	(PS, 814 voix, 38,54 %, 5
conseillers municipaux élus dont 2 communautaires) ;

- Denis Gruszka	(FG, 282 voix, 12,40 %, 1 conseiller municipal élu).

Lors de ce scrutin, 31,64 % des électeurs se sont abstenus.
Lors du premier tour des élections municipales de 2020 dans l'Aveyron, la liste DVG menée par Laurent Alexandre obtient la majorité absolue des suffrages exprimés, avec 967 voix (64,89 %, 23 conseillers municipaux élus dont 5 communautaires), devançant tr_ès largement la liste PS menée par le maire sortant André Martinez, qui a recueilli 523 voix (35,10 %, 4 conseillers municipaux élus dont 1 communautaire.

Lors de ce scrutin marqué par la pandémie de Covid-19 en France, 47,42 % des électeurs se sont abstenus.
En 2022, à la suite de l'élection en tant que député de Laurent Alexandre, Michel BAERT est élu maire par le conseil municipal.
Le 28 janvier et 4 février 2024 ont eu lieu des élections municipales anticipées, à la suite de la démission de huit conseillers municipaux (Brigitte CUESTA, Charlène CUESTA, Alain SOLIGNAC, Émilie DUSSAUSSOY, Bernard D'IVERNOIS, Gilles AUGUSTE, Amelia  AYORA, Yves SVEC) de la majorité municipale . Trois listes sont présentes au premier tour : « Construisons notre Aubin » menée par Michel BAERT et les 8 élu(e)s démissionnaires ; « Unis pour Aubin » menée par Brigitte RODRIGUEZ, qui a exclu l'ancien maire et conseiller municipal d'opposition André MARTINEZ de sa liste ; « Unis et solidaires pour Aubin » menée par Christine TEULIER et Laurent ALEXANDRE.
Au soir du premier tour, la liste menée par Christine TEULIER arrive en tête avec 43,35 % des suffrages devant la liste de Michel BAERT avec 32,57 % des suffrages et la liste menée par Brigitte RODRIGUEZ avec 24,08 % des suffrages.
Au second tour, deux listes sont présentes , « Unis et Solidaires pour Aubin » et « Construisons notre Aubin » (qui a fusionné avec la liste de Brigitte RODRIGUEZ).
Au soir du second tour, la liste « Unis et solidaires pour Aubin » menée par Christine TEULIER obtient 54,93 % des suffrages soit 21 sièges sur 27 au conseil municipal. La liste « Construisons notre Aubin » obtient 45,07 % des suffrages soit 6 sièges sur 27 au conseil municipal. Il s'ensuit une vague de démissions des élu(e)s de l'opposition (12 démissions)) .
Démissions : Michel BAERT, Maurice COUDERC, Brigitte RODRIGUEZ, Brigitte CUESTA, Alain SOLIGNAC, Charlène CUESTA, Philippe AUPETIT, Michel VIGUIE.....
Lors du conseil municipal du 19 février 2024, Christine TEULIER est élue Maire de Aubin. Elle est la première femme à occuper cette fonction dans la commune.

## Population et société

### Démographie
L'évolution du nombre d'habitants est connue à travers les recensements de la population effectués dans la commune depuis 1793. Pour les communes de moins de 10 000 habitants, une enquête de recensement portant sur toute la population est réalisée tous les cinq ans, les populations de référence des années intermédiaires étant quant à elles estimées par interpolation ou extrapolation. Pour la commune, le premier recensement exhaustif entrant dans le cadre du nouveau dispositif a été réalisé en 2006.

En 2022, la commune comptait 3 465 habitants, en évolution de −8,33 % par rapport à 2016 (Aveyron : +0,37 %, France hors Mayotte : +2,11 %).
| 1793  | 1800  | 1806  | 1821  | 1831  | 1836  | 1841  | 1846  | 1851  |
| ----- | ----- | ----- | ----- | ----- | ----- | ----- | ----- | ----- |
| 3 150 | 2 935 | 2 954 | 2 364 | 3 392 | 3 017 | 3 078 | 3 321 | 4 413 |

| 1856  | 1861  | 1866  | 1872  | 1876  | 1881  | 1886  | 1891  | 1896  |
| ----- | ----- | ----- | ----- | ----- | ----- | ----- | ----- | ----- |
| 8 048 | 7 856 | 8 863 | 8 832 | 9 864 | 9 317 | 9 054 | 9 052 | 9 781 |

| 1901  | 1906  | 1911  | 1921  | 1926  | 1931  | 1936  | 1946  | 1954  |
| ----- | ----- | ----- | ----- | ----- | ----- | ----- | ----- | ----- |
| 9 973 | 9 986 | 9 574 | 9 740 | 9 387 | 8 322 | 7 495 | 7 982 | 8 275 |

| 1962  | 1968  | 1975  | 1982  | 1990  | 1999  | 2006  | 2011  | 2016  |
| ----- | ----- | ----- | ----- | ----- | ----- | ----- | ----- | ----- |
| 7 821 | 6 635 | 6 283 | 5 782 | 4 846 | 4 360 | 4 258 | 3 954 | 3 780 |

| 2021  | 2022  | - | - | - | - | - | - | - |
| ----- | ----- | - | - | - | - | - | - | - |
| 3 552 | 3 465 | - | - | - | - | - | - | - |

### Sports et loisirs
- L'Étoile Sportive de Combes, club de football depuis 1921[37].
- Twirling Aubin
- Jeunesse Sportive Bassin Aveyron
- Cyclo Club Firmi Aubin Cransac
- Les Boules Noires
- Fraternelle Pétanque du Gua
- Mineur Pétan Club
- Société de Pêche le Ver Rouge

## Économie

### Revenus
En 2018  (données Insee publiées en septembre 2021), la commune compte 1 701 ménages fiscaux, regroupant 3 403 personnes. La médiane du revenu disponible par unité de consommation est de 19 560 € (20 640 € dans le département). 39 % des ménages fiscaux sont imposés (% dans le département).

### Emploi
| Division       | 2008  | 2013  | 2018   |
| -------------- | ----- | ----- | ------ |
| Commune        | 7,5 % | 8,3 % | 10,9 % |
| Département    | 5,4 % | 7,1 % | 7,1 %  |
| France entière | 8,3 % | 10 %  | 10 %   |

En 2018, la population âgée de 15 à 64 ans s'élève à 2 076 personnes, parmi lesquelles on compte 67,2 % d'actifs (56,3 % ayant un emploi et 10,9 % de chômeurs) et 32,8 % d'inactifs,. En  2018, le taux de chômage communal (au sens du recensement) des 15-64 ans est supérieur à celui de la France et du département, alors qu'il était inférieur à celui de la France en 2008.
La commune fait partie de la couronne de l'aire d'attraction de Decazeville, du fait qu'au moins 15 % des actifs travaillent dans le pôle,. Elle compte 835 emplois en 2018, contre 769 en 2013 et 839 en 2008. Le nombre d'actifs ayant un emploi résidant dans la commune est de 1 187, soit un indicateur de concentration d'emploi de 70,4 % et un taux d'activité parmi les 15 ans ou plus de 43,5 %.
Sur ces 1 187 actifs de 15 ans ou plus ayant un emploi, 323 travaillent dans la commune, soit 27 % des habitants. Pour se rendre au travail, 90,5 % des habitants utilisent un véhicule personnel ou de fonction à quatre roues, 1,2 % les transports en commun, 3,6 % s'y rendent en deux-roues, à vélo ou à pied et 4,6 % n'ont pas besoin de transport (travail au domicile).

### Activités hors agriculture

#### Secteurs d'activités
206 établissements sont implantés  à Aubin au 31 décembre 2019. Le tableau ci-dessous en détaille le nombre par secteur d'activité et compare les ratios avec ceux du département,.
| Secteur d'activité                                                                                        | Commune | Commune | Département |
| Secteur d'activité                                                                                        | Nombre  | %       | %           |
| --- | ------- | ------- | ----------- |
| Ensemble                                                                                                  | 206     | 100 %   | (100 %)     |
| Industrie manufacturière, industries extractives et autres                                                | 25      | 12,1 %  | (17,7 %)    |
| Construction                                                                                              | 31      | 15 %    | (13 %)      |
| Commerce de gros et de détail, transports, hébergement et restauration                                    | 61      | 29,6 %  | (27,5 %)    |
| Information et communication                                                                              | 3       | 1,5 %   | (1,5 %)     |
| Activités financières et d'assurance                                                                      | 4       | 1,9 %   | (3,4 %)     |
| Activités immobilières                                                                                    | 8       | 3,9 %   | (4,2 %)     |
| Activités spécialisées, scientifiques et techniques et activités de services administratifs et de soutien | 32      | 15,5 %  | (12,4 %)    |
| Administration publique, enseignement, santé humaine et action sociale                                    | 20      | 9,7 %   | (12,7 %)    |
| Autres activités de services                                                                              | 22      | 10,7 %  | (7,8 %)     |

Le secteur du commerce de gros et de détail, des transports, de l'hébergement et de la restauration est prépondérant sur la commune puisqu'il représente 29,6 % du nombre total d'établissements de la commune (61 sur les 206 entreprises implantées  à Aubin), contre 27,5 % au niveau départemental.

#### Entreprises
Les cinq entreprises ayant leur siège social sur le territoire communal qui génèrent le plus de chiffre d'affaires en 2020 sont : 
- Molenat Bois, fabrication de charpentes et d'autres menuiseries (8 148 k€)
- SAS Ets Bories, commerces de détail de charbons et combustibles (4 198 k€)
- SARL Campergue, commerce de détail de fruits et légumes en magasin spécialisé (904 k€)
- SATS, ambulances (831 k€)
- Le Moulin D'olt, production d'électricité (779 k€)

### Agriculture
La commune est dans la « Viadène et vallée du Lot », une petite région agricole occupant le nord-ouest du département de l'Aveyron. En 2020, l'orientation technico-économique de l'agriculture  sur la commune est l'élevage de bovins, pour la viande.
|               | 1988 | 2000 | 2010 | 2020 |
| ------------- | ---- | ---- | ---- | ---- |
| Exploitations | 71   | 40   | 17   | 12   |
| SAU (ha)      | 687  | 668  | 498  | 691  |

Le nombre d'exploitations agricoles en activité et ayant leur siège dans la commune est passé de 71 lors du recensement agricole de 1988  à 40 en 2000 puis à 17 en 2010 et enfin à 12 en 2020, soit une baisse de 83 % en 32 ans. Le même mouvement est observé à l'échelle du département qui a perdu pendant cette période 51 % de ses exploitations,. La surface agricole utilisée sur la commune a quant à elle augmenté, passant de 687 ha en 1988 à 691 ha en 2020. Parallèlement la surface agricole utilisée moyenne par exploitation a augmenté, passant de 10 à 58 ha.

## Culture locale et patrimoine

### Lieux et monuments

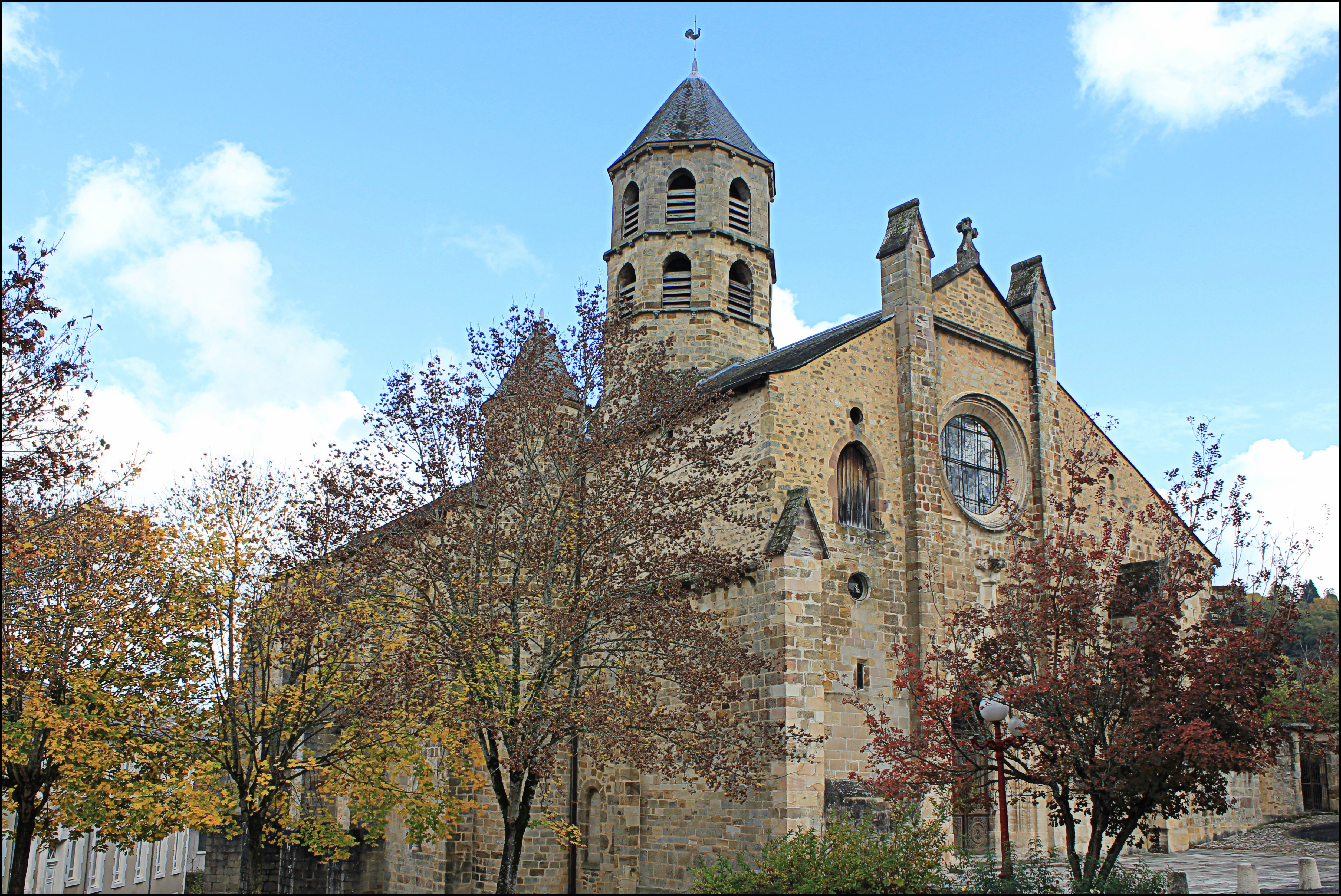
Église Saint-Blaise d'Aubin.

- Église Saint-Blaise  Inscrit MH (1942)[43]. 
En venant de Decazeville, on voit apparaître cette église au style roman et gothique, de pierre blonde au clocher octogonal. À l'origine romane du XIIe siècle, elle a été remaniée aux XVe et XVIe siècles.

- Église Notre-Dame-des-Mines de Combes,  Inscrit MH (2001)[44], label XXe siècle, fut construite à partir de 1942 à 1949 pour remplacer l'ancienne chapelle en bois des mineurs de la mine du Banel[45].

- Église du Gua  Inscrit MH (2003)[46] est un édifice de style néogothique, construite de 1865 à 1867 sur les plans de Louis-Auguste Boileau.

- L'église de la Cène ou de Saint-Amans du Fort[47],[48].
- La chapelle Notre-Dame, dite du Pouzet d'Aubin[47].
- Ces deux cheminées d'usine  Inscrit MH (2008)[49] furent réalisées en 1847 par la Compagnie des forges et fonderies d'Aubin.
- L'école Jules Ferry du Gua  Inscrit MH (2002)[50] est l'œuvre d’Emmanuel Brune et fut construite entre 1876 et 1880. C'est un bâtiment de 59 mètres de long et 12 mètres de large, construit sur une terrasse aménagée dominant le site du Gua, qui tranche sur l'ensemble des maisons modestes qui constituent la trame de ce faubourg.
- Maison Départementale de la Mémoire, musée sur la résistance, la déportation et la citoyenneté.
- Musée de la mine Lucien Mazars.

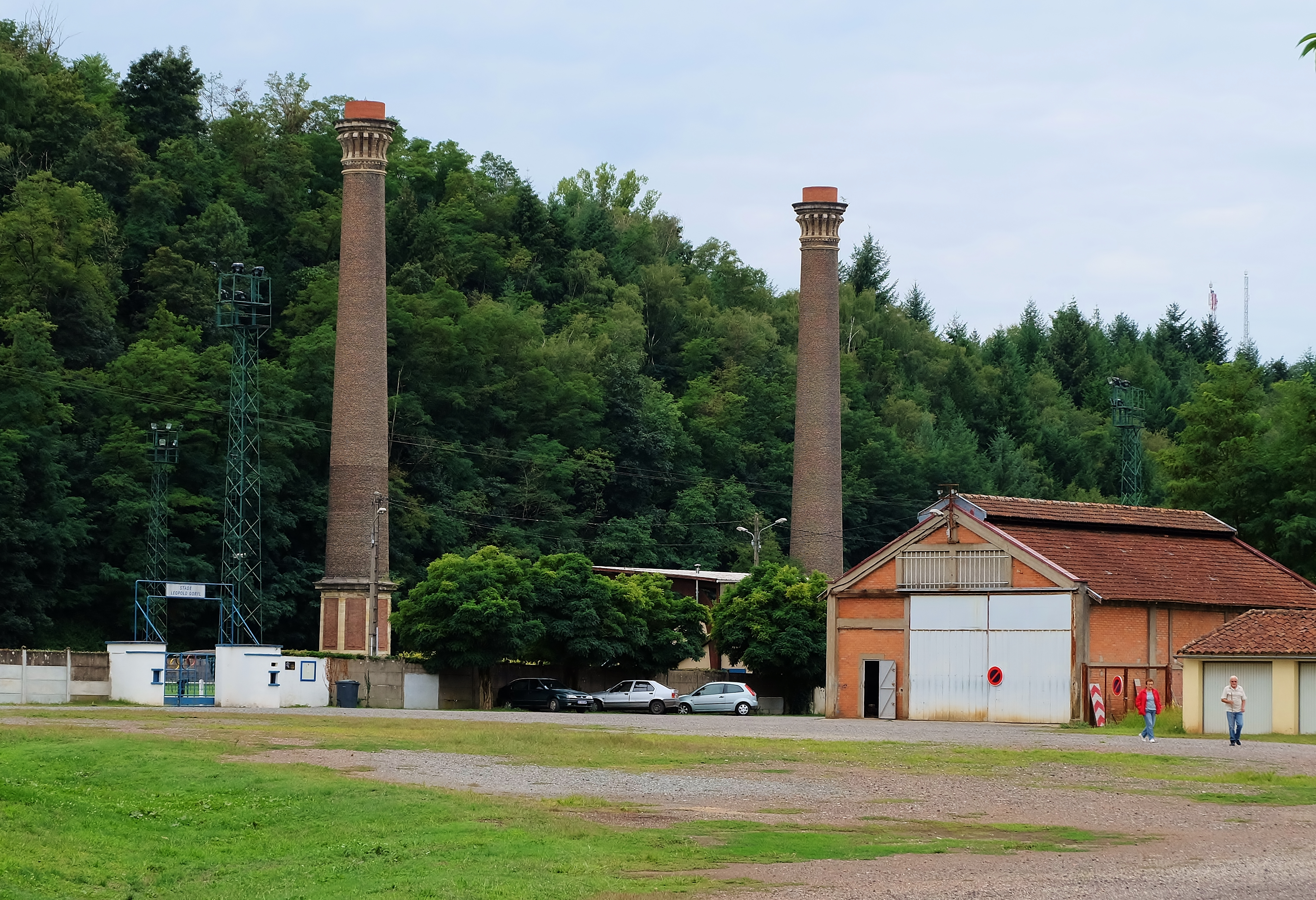
Les cheminées du Plateau des Forges.
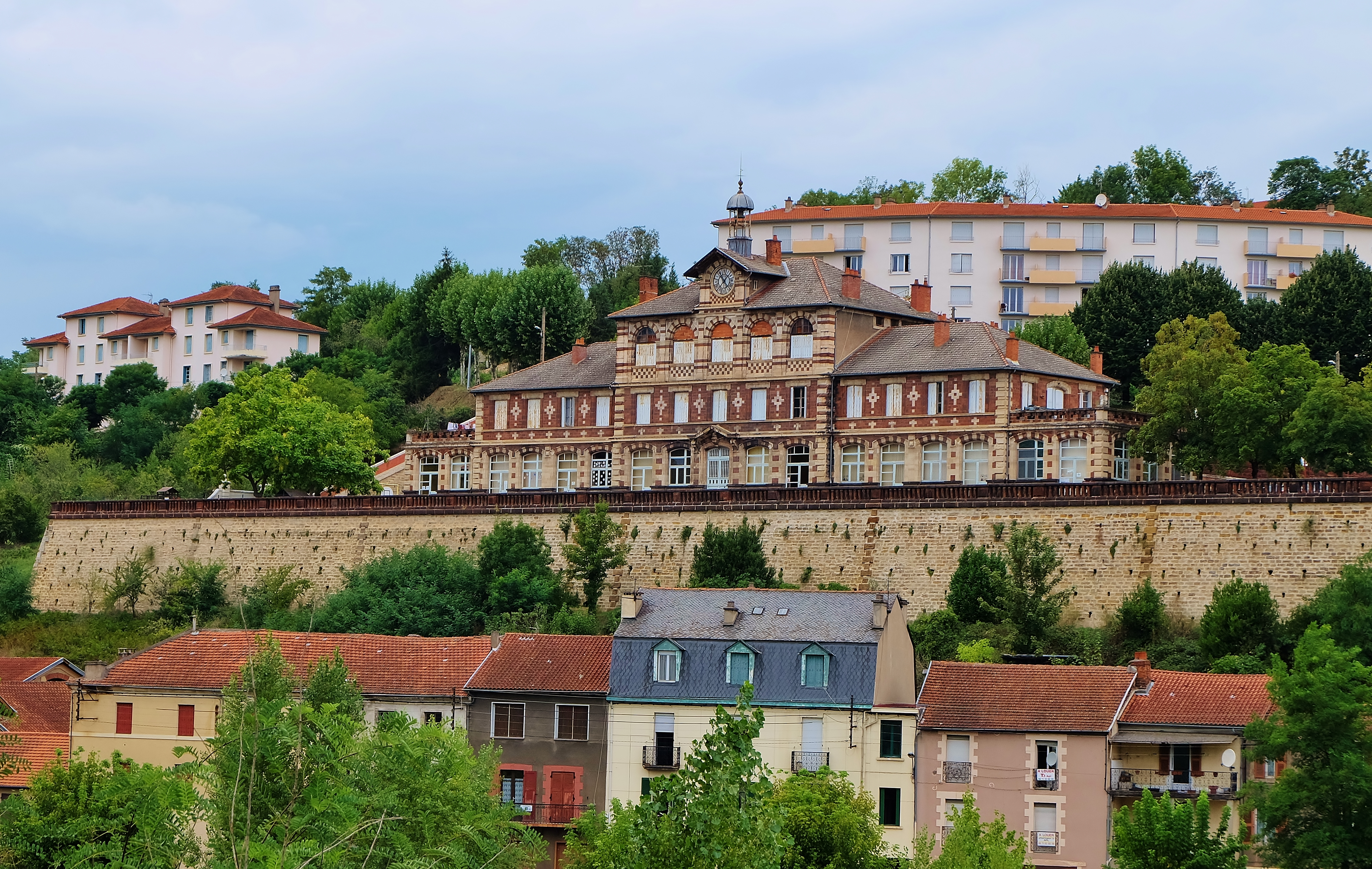
École Jules Ferry du Gua.
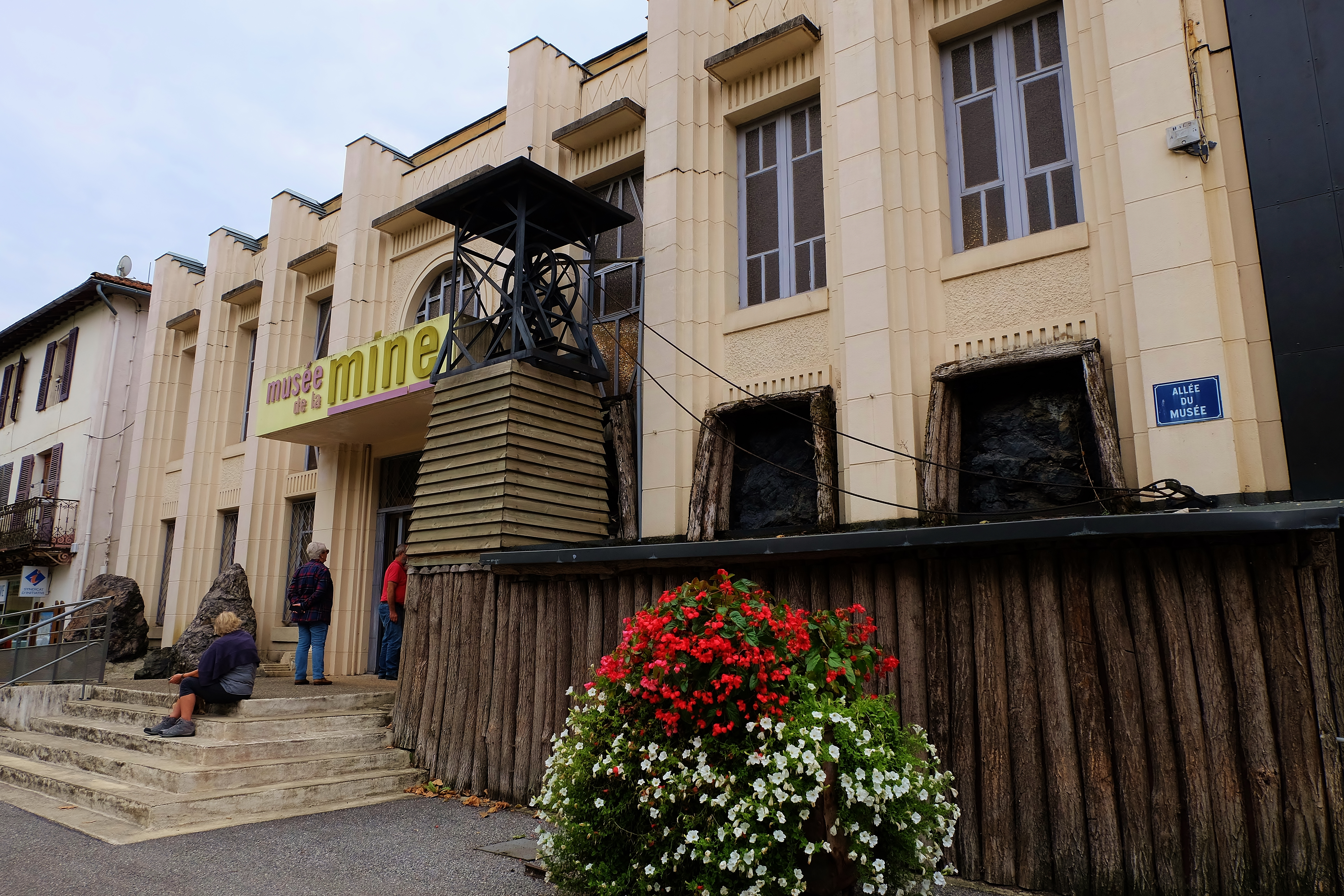
Musée de la Mine.

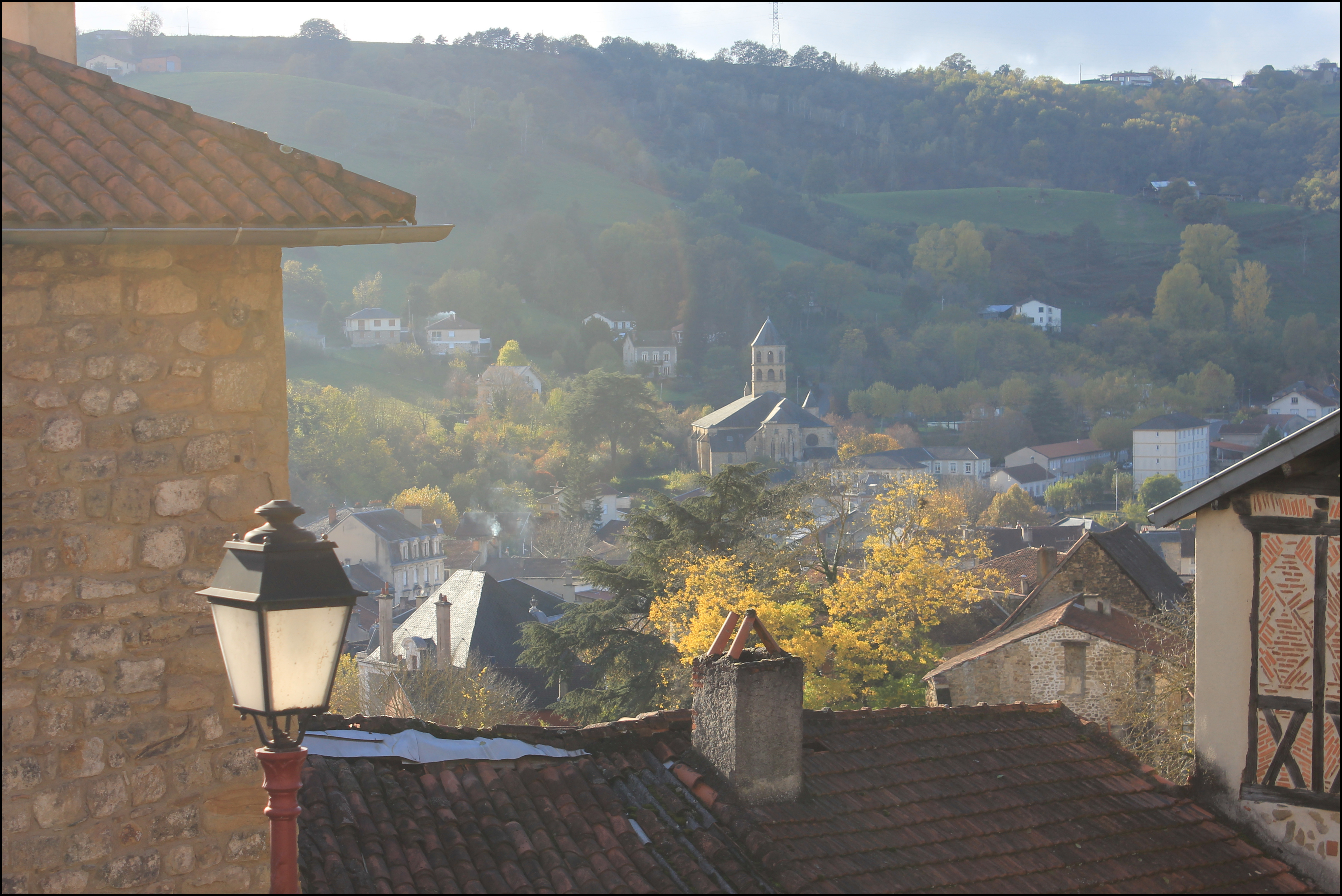
Vue partielle sur la ville.
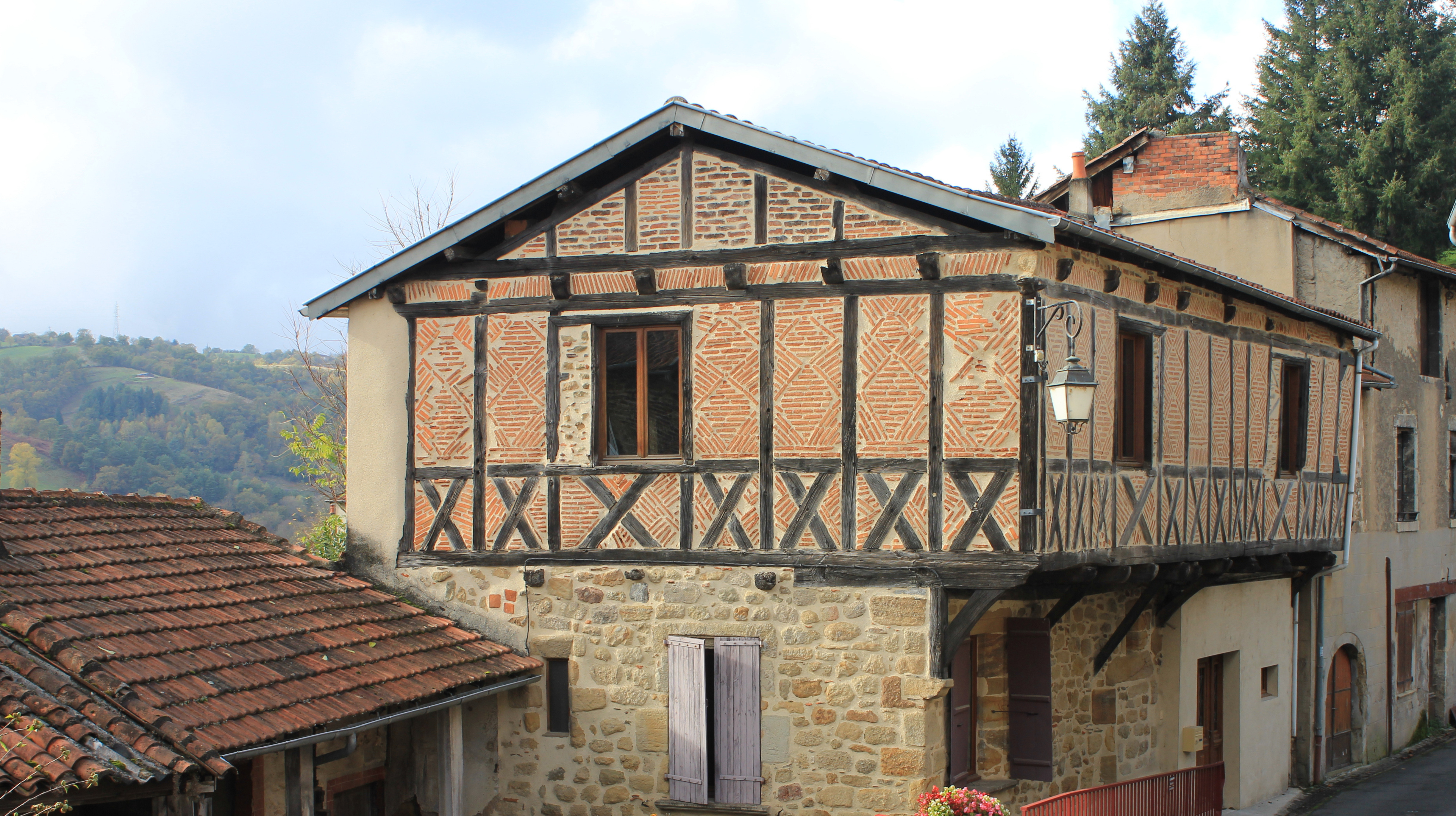
Maison à colombages.
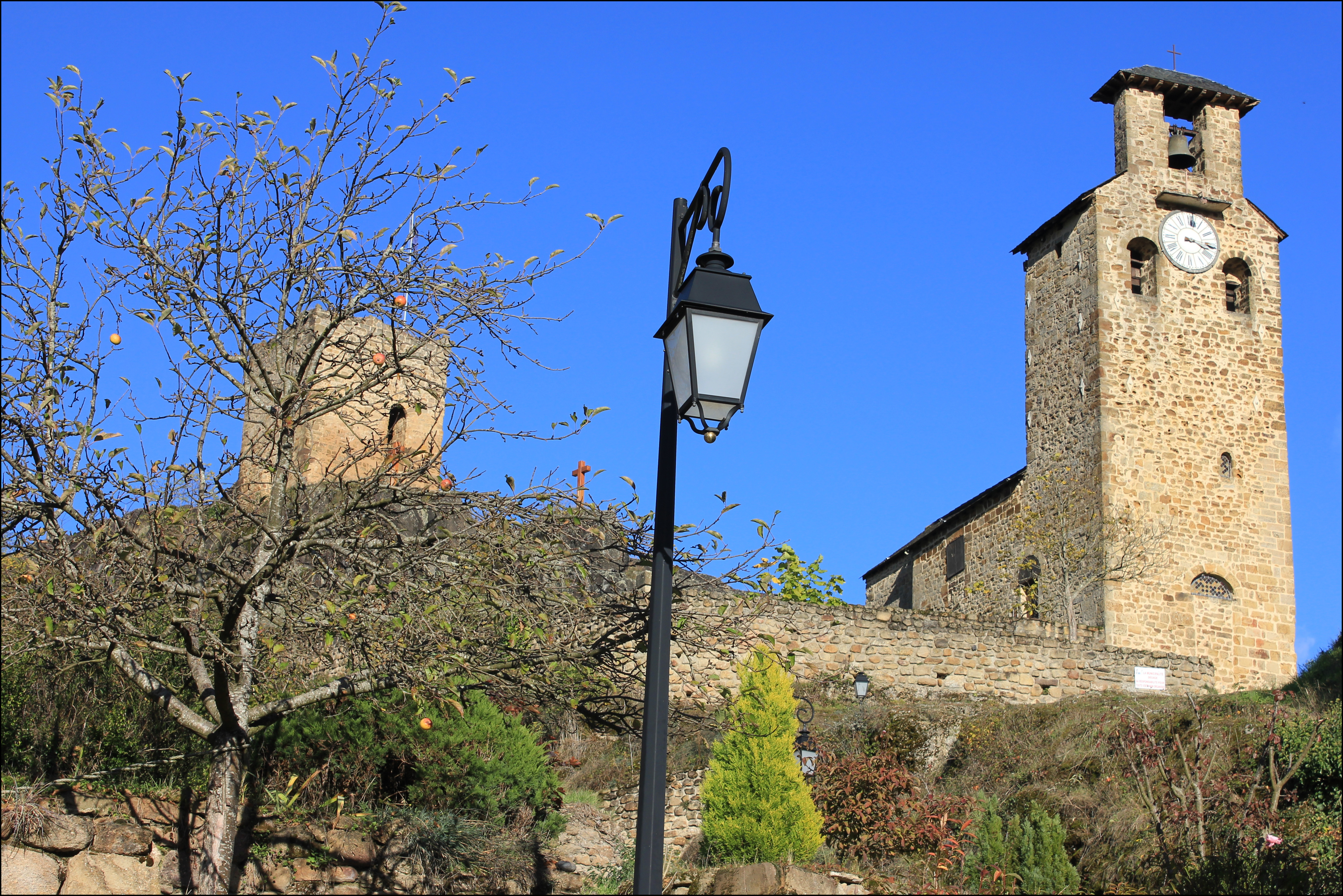
Site du Fort d'Aubin et la chapelle de la Cène du Seigneur et Saint-Amans.
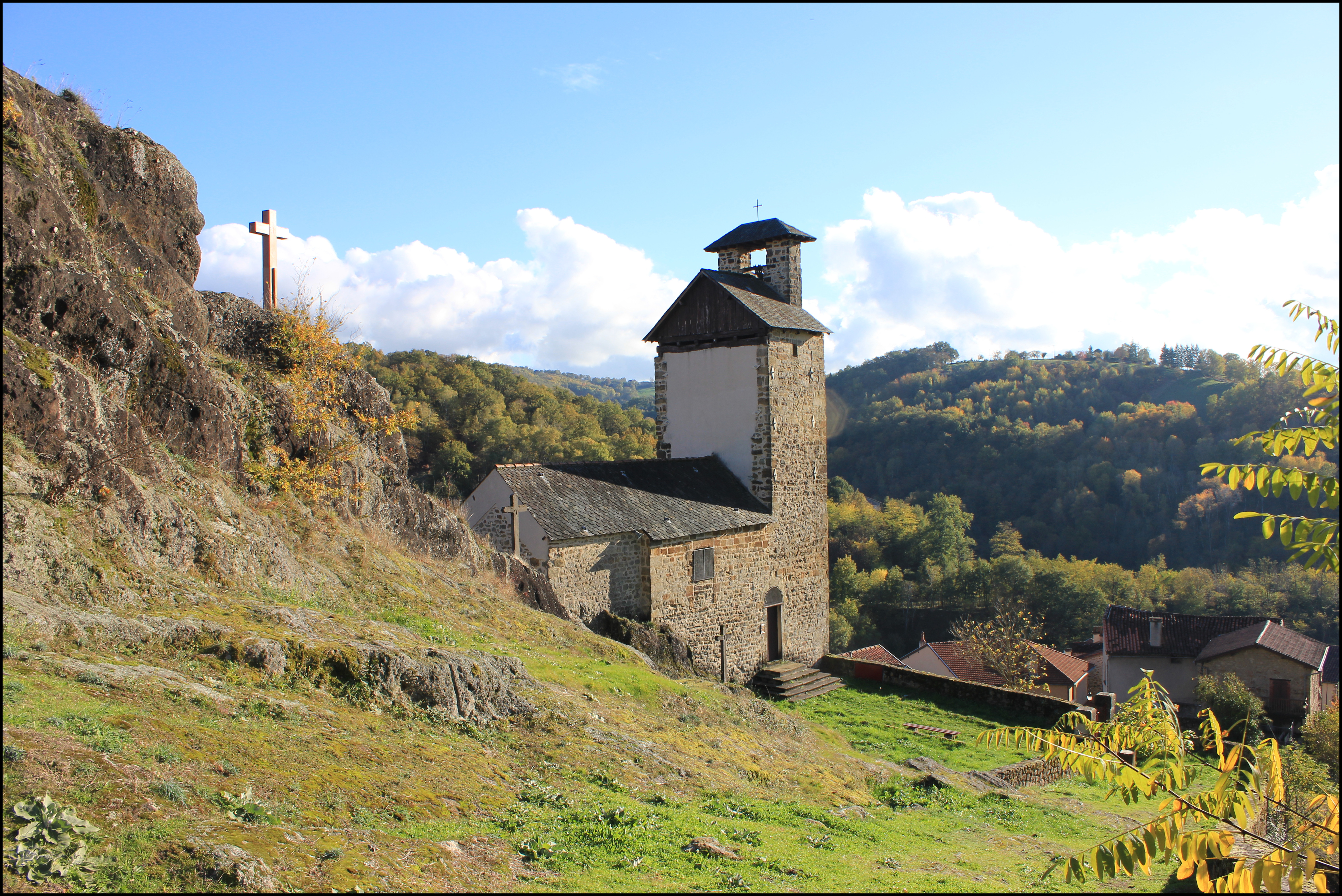
Autre vue du Fort et la chapelle de la Cène du Seigneur et Saint-Amans.
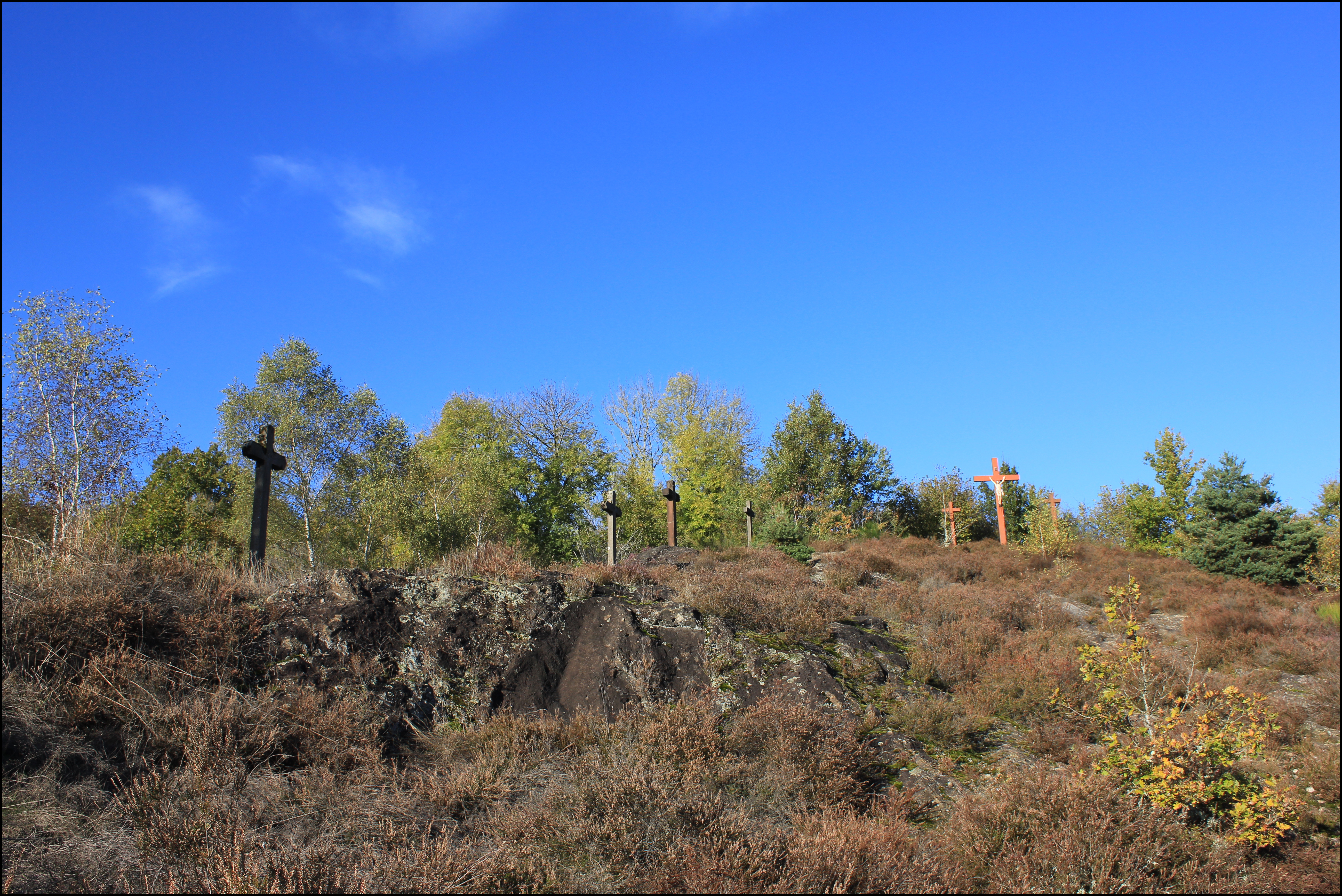
Vue sur le chemin de croix.

### Personnalités liées à la commune
- Louis Niel, syndicaliste.
- François Cogné, sculpteur.
- Marie-Claire Bancquart (1932-2019), professeur d'université, écrivain et poète, née à Aubin.
- Serge Mesonès, footballeur français, né en 1948, mort en 2001 à Aubin.
- Lilian Bathelot, romancier, auteur, né à Aubin en 1959.
- Alain Ferrand, homme d'affaires et politique, né à Aubin en 1959.
- Olivier Norek, écrivain, auteur de romans policiers né en 1975, y a passé son enfance.

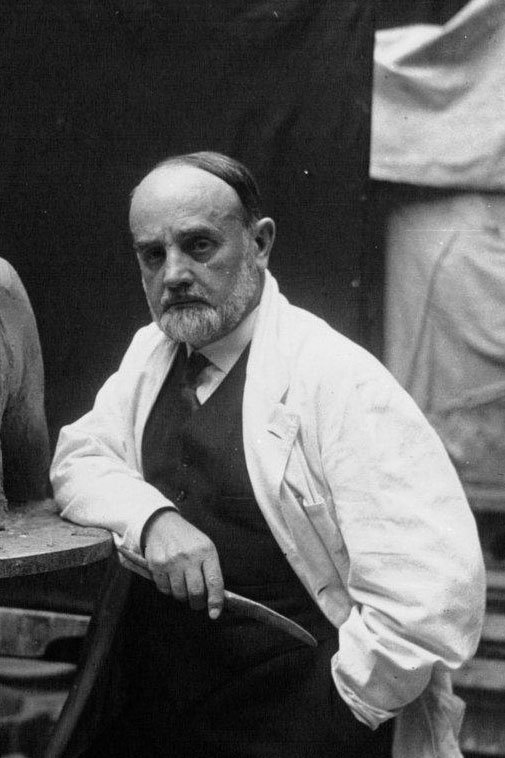
François Cogné en 1931.
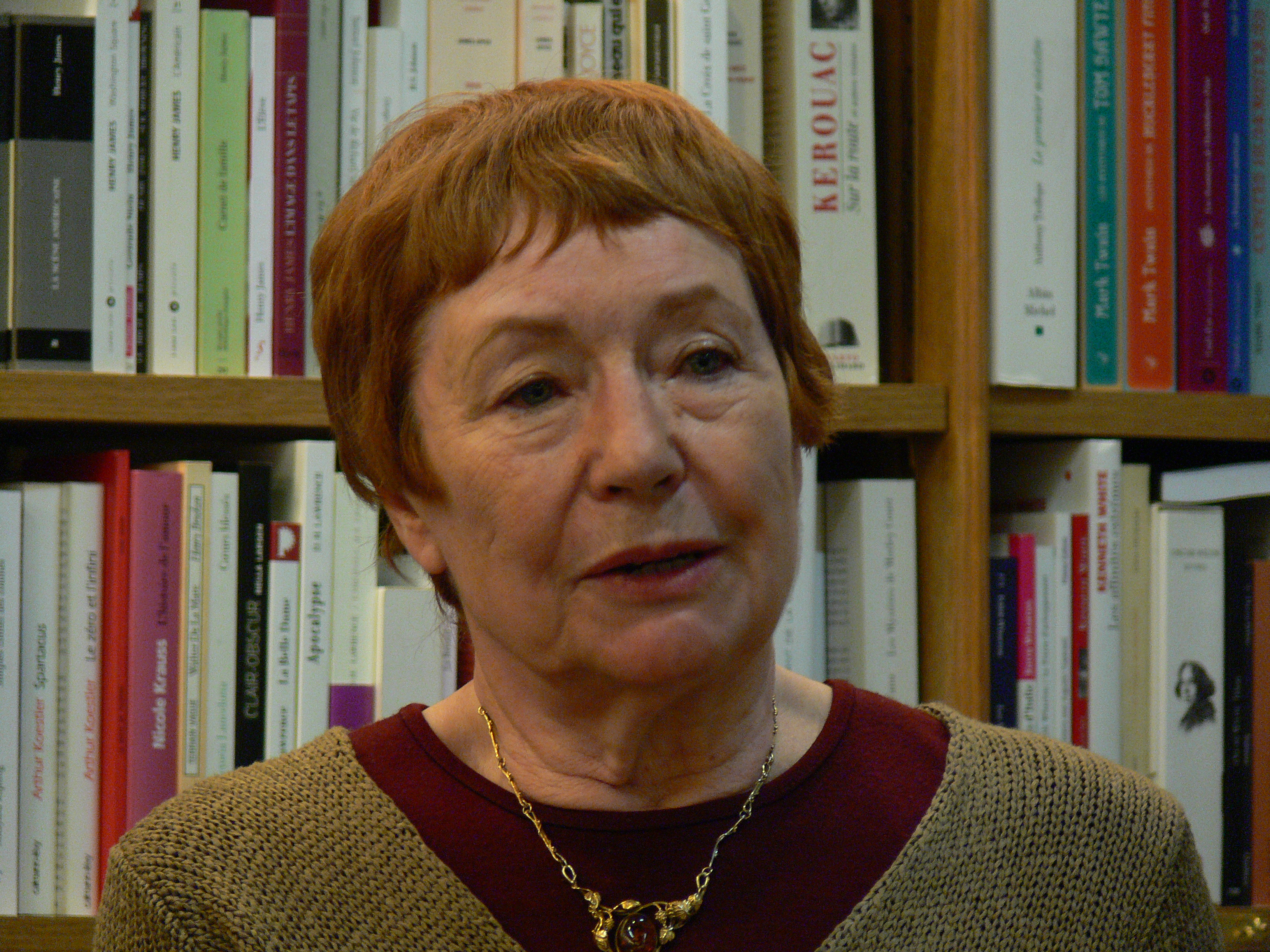
Marie-Claire Bancquart en 2010.
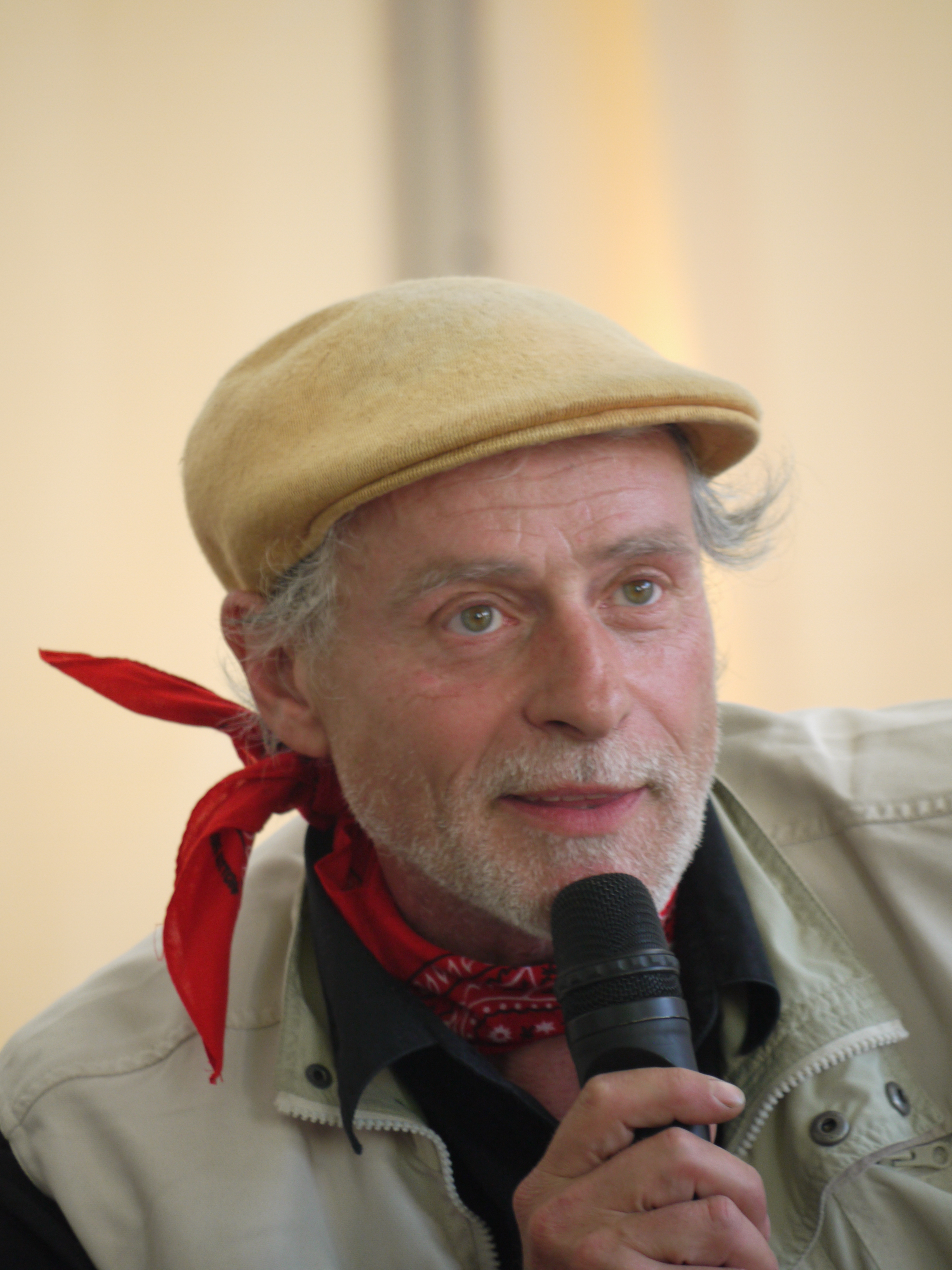
Lilian Bathelot en 2010.

### Héraldique
| Blason de Aubin | Blason  | De gueules au lion d'or, au chef cousu de sable chargé d'un pic et d'un marteau d'argent emmanchés d'or passés en sautoir et surchargés d'une lampe de mineur aussi d'argent allumée de gueules. |
| Blason de Aubin | Détails | Le statut officiel du blason reste à déterminer. |